# Anton Grandauer
Anton Grandauer (* 12. Juni 1756; † 28. Mai 1832 in Zorneding) war ein bayerischer Politiker. Von 1819 bis 1828 gehörte er der Kammer der Abgeordneten des Bayerischen Landtages an.
Der in Zorneding ansässige katholische Landwirt und Posthalter wurde bei den ersten Parlamentswahlen auf Basis der Verfassung von 1818 im Isarkreis als Kandidat der Klasse V („Grundbesitzer ohne Gerichtsbarkeit“) gewählt. 
Von 1819 bis 1825 war er im Parlament Vorsitzender des III. Ausschusses für die innere Verwaltung.  

## Quelle
- Anton Grandauer in der Parlamentsdatenbank des Hauses der Bayerischen Geschichte in der Bavariathek

| Personendaten    | Personendaten         |
| ---------------- | --------------------- |
| NAME             | Grandauer, Anton      |
| KURZBESCHREIBUNG | bayerischer Politiker |
| GEBURTSDATUM     | 12. Juni 1756         |
| STERBEDATUM      | 28. Mai 1832          |
| STERBEORT        | Zorneding             |